# Скородне (Бєлгородська область)
Скоро́дне (рос. Скородное) — село, підпорядковане Губкінській міськраді Бєлгородської області, Росія.
Село розташоване на перетині автошляхів, за 33 км на південний захід від міста Губкіна, за 29 км на північ від міста Короча та за 35 км на схід від смт Прохоровка.
Населення села становить 3 630 осіб (2002).
Скородне розташоване у верхів'ях річки Короча, правій притоці річки Нежеголь (басейн Сіверського Дінця).